# Autostrada A12 (Italien)
Die Autostrada A12 (italienisch für ‚Autobahn A12‘), auch Autostrada Azzurra genannt, ist eine italienische Autobahn und verbindet Genua mit Rom. Zwischen den Anschlussstellen Cecina - San Pietro in Palazzi und Civitavecchia ist die A12 auf einer Länge von ca. 200 km unterbrochen, diese Lücke soll aber in den kommenden Jahren geschlossen werden. Derzeit beträgt die Länge der Autobahn ca. 271 km. Nach ihrer Fertigstellung wird die Autobahn 477 km lang sein. Die A12 ist auf ihrem gesamten Verlauf mautpflichtig und durchquert die Regionen Ligurien, Toskana sowie Latium und ist Bestandteil der Europastraße 80.

## Geschichte und Verlauf
Auf ihrem Weg entlang der Tyrrhenischen Küste und der Staatsstraße 1 Via Aurelia in Richtung Süden hat die A12 Anschluss an größere Städte und wichtige Hafenstandorte wie La Spezia, Livorno oder auch Civitavecchia. Auch für den Tourismus hat die A12 einen sehr hohen Stellenwert, da sie Urlaubsorte wie Carrara, Viareggio, Lucca, Cecina, Rapallo, Recco oder auch Sestri Levante anbindet.
Der nördliche Abschnitt der A12 Genua - Rosignano wurde in drei Abschnitten gebaut:
- Genua - Sestri Levante (Freigabe 2. August 1969)
- Sestri Levante - Livorno (Freigabe 7. Januar 1975)
- Livorno - Rosignano Marittimo (Freigabe 3. Juli 1993)

Der südliche Abschnitt Civitavecchia - Rom wurde 1967 nach fünfjähriger Bauzeit dem Verkehr übergeben. Dieser Abschnitt war lange Zeit als A16 ausgeschildert, bis die Nummer an die Autobahn Napoli - Canosa, nach deren Fertigstellung vergeben wurde.
Der Verlauf der A12 kann in drei Abschnitte aufgegliedert werden:

### Genova - Livorno

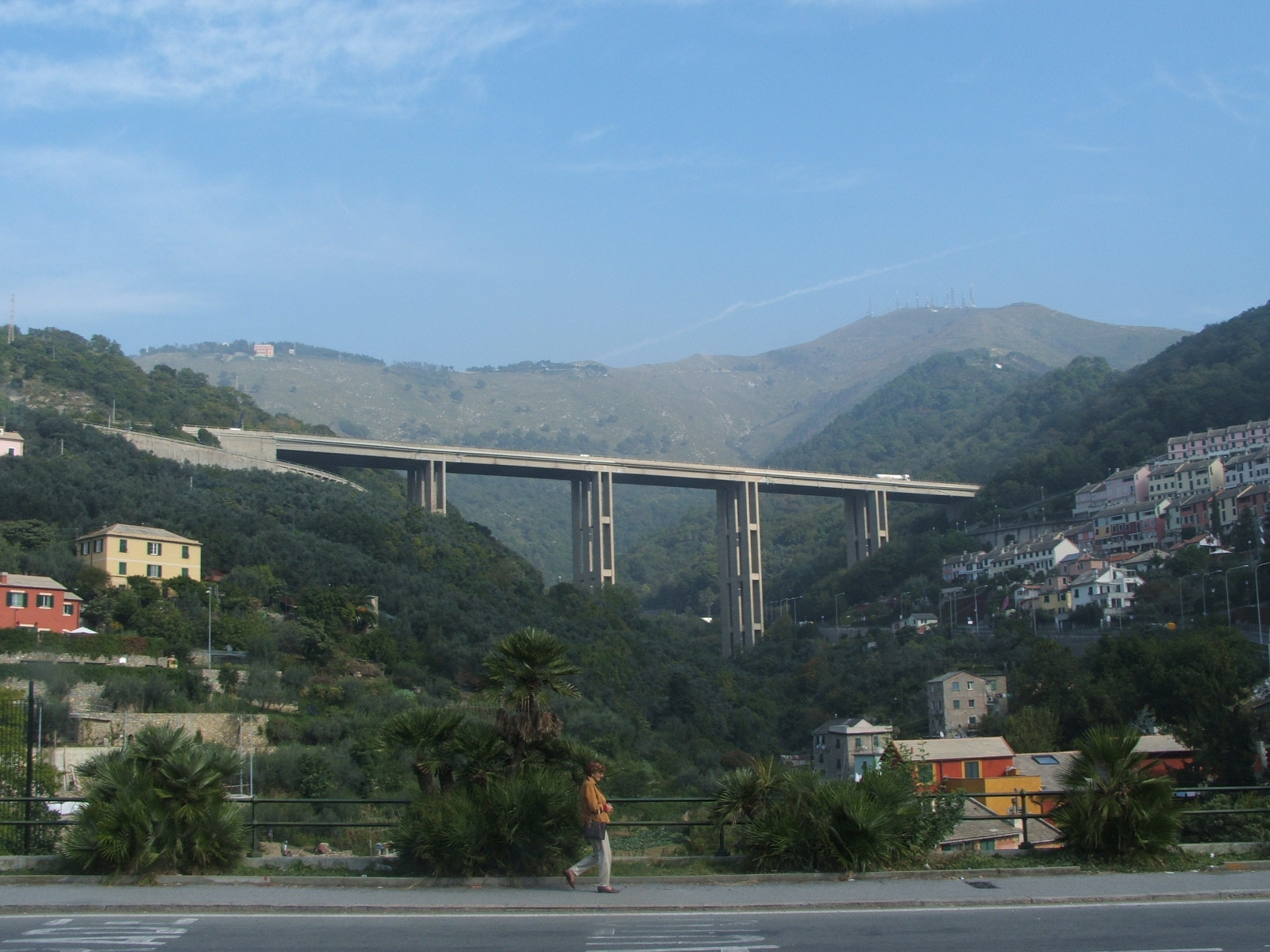
Eine der zahlreichen großen Brücken bei Genua - Nervi

Die A12 beginnt in Genua, wo sie von der A7 Genua - Mailand abzweigt. Entlang der Riviera di Levante führt sie durch zahlreiche Tunnel und Brücken in den Bergen nahe der Küste des Ligurischen Meeres.
Die A12 führt an den Hafenorten Rapallo, Sestri Levante oder auch nahe der Cinque Terre vorbei. Bei Santo Stefano di Magra kreuzt sie die A15, La Spezia - Parma. Dieses Autobahnkreuz ist gleichzeitig der Anschluss nach La Spezia.
In ihrem weiteren Verlauf erreicht sie bei Carrara die Toskana, wo sie weiterhin in Meeresnähe an den Städten Massa, Viareggio und Pisa vorbeiführt. An der Anschlussstelle Viareggio - Camaiore zweigt gleichzeitig ein Autobahnast (ital. diramazione) der A11 nach Lucca ab (siehe A11/A12).
13 km weiter südlich kreuzt die A12 an der Anschlussstelle Pisa-nord die A11 Pisa - Florenz. An der Ausfahrt Pisa-centro besteht ein Anschluss zur SGC FI-PI-LI, die parallel zur A11 nach Florenz verläuft.
In Livorno zweigt die Variante Aurelia ab, die als Schnellstraße durch das Stadtgebiet von Livorno und an der Küste weiter nach Süden bis nach Rosignano Marittimo wiederum an die A12 führt.

### Livorno - Grosseto - Civitavecchia

#### Livorno - Cecina
Zwischen den Anschlussstellen Livorno und Rosignano Marittimo verläuft die Autobahn ca. 15 km von der Küste entfernt durch das Hinterland. Auf diesem Abschnitt befindet sich u. a. das Viadotto Coltano, das mit 9 619 m die längste Straßenbrücke Italiens darstellt. In Collesalvetti besteht ein weiterer Anschluss an die FI-PI-LI.
An der Anschlussstelle Rosignano M. endet die aus Livorno kommende Variante Aurelia.
Im Juni 2012 wurden die ersten 4 km zwischen den Anschlussstellen Rosignano M. (dem ehemaligen Autobahnende) und Cecina Nord eröffnet. Wichtigstes Bauwerk war hierbei der Neubau der Mautstelle Vada.
Auf Höhe San Pietro in Palazzi geht die A12 in die Variante Aurelia / SS1 über.

#### Cecina - Grosseto Sud
Der Abschnitt zwischen Cecina Nord und Grosseto Sud wird ausschließlich auf der Trasse der vierspurigen Variante Aurelia verlaufen, die zu diesem Zweck um- bzw. ausgebaut werden wird.
Ab Grosseto wird ein vollständiger Neubau erfolgen.
Außerdem wird es an den Anschlussstellen keine Mautstellen geben, wie es sonst auf italienischen Autobahnen der Fall ist (geschlossenes System). Vielmehr soll es im Verlauf der Trasse sieben Mautstellen geben, an denen die fällige Gebühr entrichtet werden soll.

#### Verwirklichung der Baulose "4" und "5 b": Grosseto Sud - Ansedonia
Seit Dezember 2016 laufen die ersten Studien, insb. hinsichtlich der Umweltverträglichkeit, zum Neubau und der Errichtung der A12. Diese wird überwiegend auf der Trasse der jetzigen Staatsstraße SS1 "Aurelia" verlaufen, welche hier größtenteils vierspurig verläuft. Der Abschnitt durchquert das sensible Gebiet des Maremma - Nationalparks und ist deshalb höchst umstritten.
Im Zuge des Ausbaus entstehen die Mautstellen "Grosseto Sud" und "Fonteblanda", da auch dieser Abschnitt im "offenen" Mautsystem betrieben wird. Ferner sollen die Anschlussstellen "Grosseto Sud", "Fonteblanda", "Albinia", "Orbetello Scalo" und "Ansedonia" entstehen. Zwischen Fonteblanda und Albinia ist ein Tunnel geplant, ein weiterer nahe Orbetello.

#### Tarquinia - Civitavecchia
Der Baustart für das 14 km lange Teilstück Civitavecchia - Tarquinia erfolgte im Herbst 2011 und wurde im Mai 2017 beendet. Die Mautstelle Tarquinia markiert gleichzeitig das Ende der Autobahn in nördliche Richtung.
Insgesamt wurden im Rahmen des Neubaus drei Anschlussstellen neu errichtet: Civitavecchia Porto (ehemaliges Autobahnende), Monte Romano und Tarquinia, ebenso die Mautstelle Tarquinia. An der Anschlussstelle Monte Romano soll später einmal die vierspurige Superstrada SS675 "Umbro-Laziale" (Civitavecchia - Orte - Terni) an die A12 anschließen und damit die bestehende Lücke zwischen Tuscania und Civitavecchia geschlossen werden.
Im Zuge der Bauarbeiten wurde die Rastanlage nördlich der Anschlussstelle "Civitavecchia Porto" angepasst und als Raststätte an die Südspur angebunden. In Konsequenz wurde deshalb die Raststätte Tolfa Ovest geschlossen. Der Bau der Raststätte Grotelle Est ist südlich von Tarquinia in Planung.
| A12 Civitavecchia - Rosignano M. Autostrada Azzurra |                                                                                        |
|                                                     | Baulos 2 Ausbau SS1 Abschnitt S. Pietro in Palazzi - Scarlino Länge 62,4 km in Planung |
|                                                     | Baulos 3 Ausbau SS1 Abschnitt Scarlino - Grosseto Sud Länge 44,5 km in Planung         |
|                                                     | Baulos 4 Neubau Abschnitt Grosseto Sud - Fonteblanda Länge 16,4 km in Planung          |
|                                                     | Baulos 5B Neubau Abschnitt Fonteblanda - Ansedonia Länge 20,4 km in Planung            |
|                                                     | Baulos 5A Neubau Abschnitt Ansedonia - Capalbio Länge 17 km in Planung                 |
|                                                     | Baulos 6B Neubau Abschnitt Capalbio - Tarquinia Länge 27 km in Planung                 |

### Civitavecchia - Roma (Fiumicino)

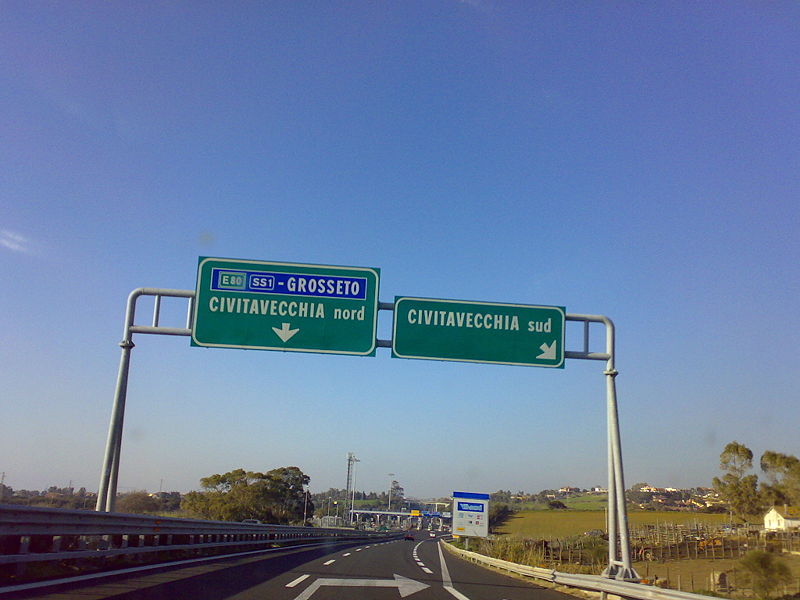
Die A12 bei Civitavecchia

An der Anschlussstelle Civitavecchia – Porto begann bis 2011 der Südabschnitt der A12 (ehemals A16). Dieser Abschnitt wird intern auch als A92 nummeriert und befindet sich komplett in der italienischen Region Latium. Auch hier verläuft die Autobahn nahe der Küste entlang. Nahe Fiumicino mündet die A12 schließlich in die A91 (Grande Raccordo Anulare - Flughafen Rom-Fiumicino) ein.

## Weitere Bauprojekte an der A12
Neben dem angesprochenen Lückenschluss, sind noch zwei weitere Projekte in Planung, nämlich der sechsspurige Ausbau zwischen Sarzana und Viareggio / Camaiore. und der sechsspurige Ausbau zwischen Torrimpietra und S. Marinella (Latium) auf 26,1 km.
Ein weiteres, in Planung befindliches Bauprojekt ist die sogenannte Gronda di Genova.

## Abzweig Livorno
Der Abzweig Livorno der A12 erstreckt sich von der Anschlussstelle Livorno über 4,5 km. Auf seiner kurzen Strecke kreuzt er zuerst die Schnellstraße Florenz-Pisa-Livorno und mündet dann bei Stagno in die Variante Aurelia.

## Autobahnzubringer Pisa
Der Zubringer, welcher vom Betreiber Società Autostrada Ligure-Toscana (SALT) betrieben wird, hat keinen eigenen offiziellen Namen und ist nicht in der Liste der Autobahnzubringer enthalten. Er geht auf der Höhe der Anschlussstelle Pisa ovest in die Schnellstraße Florenz-Pisa-Livorno über. Er ist 2,8 km lang und führt zur Anschlussstelle Pisa centro auf der Autobahn A12. Auf der Strecke gibt es eine einzige Ausfahrt, welche San Piero a Grado und die Küste von Pisa bedient, welche über eine 3 km lange Verbindung mit einspurigen Fahrbahnen erreicht wird. Der Zubringer ist eine zweispurige Straße ohne Standstreifen. Die Verkehrszeichen haben einen grünen Hintergrund und zeigen die Zeichen Autobahn-Beginn und Autobahn-Ende. Die Nummerierung der Überführungen ist vom Typ Autobahn und zeigt die fortschreitende Nummer der Autobahn A12 an, während die fortschreitende Kilometrierung eine Fortsetzung der anschließenden Schnellstraße Florenz-Pisa-Livorno ist. Die Höchstgeschwindigkeit auf der gesamten Strecke beträgt 110 km/h.

## Verwaltung
Die A12 wird von drei verschiedenen Gesellschaften verwaltet und betrieben:
- von Genua bis Sestri Levante bzw. von Civitavecchia - Porto bis Rom-Fiumicino von der Autostrade per l’Italia S.p.A.
- von Sestri Levante bis Livorno von der SALT p. A.
- von Livorno bis nach Civitavecchia - Porto von der SAT p. A.